# Katharine Isabelle
Katharine Isabelle (Vancouver, 2 november 1981) is een Canadese actrice die vooral bekend is als "scream queen" in vele horrorfilms, zoals de Ginger Snaps-triologie, American Mary en Freddy vs Jason.
Ze speelt ook veelal in filmproducties uit haar geboorteland.

## Filmografie (selectie)
*Exclusief eenmalige gastrollen
- Cousins (1989)
- Children of the Dust (1995) (televisieserie)
- Madison (1997) (televisieserie)
- Disturbing Behavior (1998)
- Da Vinci's Inquest (1998-1999) (televisieserie)
- First Wave 1998-1999 (televisieserie)
- Ginger Snaps (2000)
- Turning Paige (2001)
- Bones (2001)
- Shot in the Face (2001)
- Insomnia (2002)
- Carrie (2002) (televisiefilm)
- Freddy vs. Jason (2003)
- Ginger Snaps II: Unleashed (2004)
- Ginger Snaps III: The Beginning (2004)
- Show Me (2004)
- Engaged to Kill (2006)
- Ogre (2008) (televisiefilm)
- Another Cinderella Story (2008)
- Rampage (2009)
- Hard Ride to Hell (2010)
- 30 Days of Night: Dark Days (2010)
- Endgame (2011) (televisieserie)
- Vampire (2011)
- American Mary (2012)
- Being Human (2013-2014) (televisieserie)
- Victims (2013)
- 13 Eerie (2013)
- Torment (2013)
- See No Evil 2 (2014)
- Hannibal (2014-2015) (televisieserie)
- 88 (2015)
- Rookie Blue (2015) (televisieserie)
- The Girl in the Photographs (2015)
- How to Plan an Orgy in a Small Town (2015)
- Countdown (2016)
- Bad Times at the El Royale (2018)
- Where We Disappear (2019)
- The Order (2019-2020) (televisieserie)
- The Long Island Serial Killer: A Mother's Hunt for Justice (2021) (tv-film)
- The Green Sea (2021)
- Night of the Animated Dead (2021) (stem)

- Bibliothèque nationale de France: cb14071927x (data)
- Gemeinsame Normdatei: 142516430
- International Standard Name Identifier: 0000 0001 1948 0807
- Library of Congress Control Number: no2002033456
- Nationale Bibliotheek van Tsjechië: pna2007389397
- Virtual International Authority File: 31661260
- WorldCat: E39PBJfWWd6HQWwmp4kdWq9kXd